# Tarnogaj
Tarnogaj – osiedle w południowo-wschodniej części Wrocławia, w dawnej dzielnicy Krzyki, pomiędzy ulicą Bardzką na zachodzie a torami kolejowymi na południu (za ulicą Śliwkową), wschodzie (poza ulicami biskupa Bogedaina i Międzyleską) i północy (tam osiedle sięga ulic Prudnickiej i Sernickiej). Nieformalnie podzielone jest ulicą Armii Krajowej na dwie części Osiedle Henrykowskie i Osiedle mieszkaniowe Tarnogaj we Wrocławiu, a każda część posiada własną parafię: parafię Ducha Świętego i parafię św. Stefana.

## Nazwa
Według Heinricha Adamy’ego nazwa miejscowości wywodzi się od polskiej nazwy małego obszaru leśnego – „gaju”. W swoim dziele o nazwach miejscowych na Śląsku wydanym w 1888 roku we Wrocławiu jako najstarszą nazwę miejscowości wymienia Gay podając jej znaczenie „Trockenes Wäldchen”, czyli po polsku „Suchy gaik”. Pierwotna nazwa została później przez Niemców fonetycznie zgermanizowana na Durrgoy tracąc swoje pierwotne znaczenie.
Podobny wywód przedstawia również niemiecki językoznawca Paul Hefftner. W książce o nazwach miejscowych regionu wrocławskiego z 1910 roku pisze Der Name ist das polnische Appellativum gaj, cech. und wend. haj = lucus, Hain, Wäldchen.

## Historia
W przeszłości teren ten zajmowała wieś wzmiankowana już w 1288, potem w 1311 jako Gay, 1316 Gaya, 1320 i 1374 Gay, 1579 Dirngay, 1638 Dürgay, 1669 Dirgai, wreszcie aż do 1904, kiedy włączono ją do miasta, jako Dürrgoy. Pod nazwą Dürrgoy funkcjonowało tu do 1945 osiedle, przemianowane później na krótko na Cierniogaj i ostatecznie znane od 1948 do dziś jako Tarnogaj.
Według zapisków w roku 1336 Jan z Głogowa otrzymał wieś od Małgorzaty, wdowy po Piotrze z Głogowa. Następnym jej właścicielem stał się w 1352 r. Ernko ze Złotoryi, a od 1385 do sekularyzacji w 1810 – wrocławscy mansjonarze z kapituły Świętego Krzyża. W roku 1795 mieszkały tu 144 osoby, zajmujące się głównie uprawą warzyw na potrzeby Wrocławia, zamieszkałe w 21 domach; w 1845 r. liczba mieszkańców wynosiła już 230.
Od przełomu XIX i XX wieku na terenie dzisiejszego Tarnogaju funkcjonuje gazownia (obecnie pod nazwą Dolnośląskie Okręgowe Zakłady Gazownicze), zaopatrująca miasto.
Niektóre źródła podają, że 12 marca 1933 r. naziści uruchomili na Tarnogaju pierwszy w III Rzeszy obóz koncentracyjny KZ Dürrgoy dla więźniów politycznych, który jednak zamknięto już jesienią tego samego roku. W 2016 r. urzędnicy wrocławskiego magistratu przyznali, iż dokładna lokalizacja obozu nie jest znana.
Podczas oblężenia Festung Breslau w 1945 r. zacięte walki na tym terenie spowodowały znaczne zniszczenia (m.in. przestał istnieć znajdujący się tu od średniowiecza młyn).
Dzielnica, zaprojektowana jako nowoczesne osiedle robotnicze, od początku była dobrze skomunikowana. Już w 1901 roku do końca ul. Hubskiej doprowadzono linię tramwajową, wydłużoną w 1922 roku do końca ul. Pięknej, a w 1930 r. do ul. Gazowej. W latach 1912–1914 przez Tarnogaj przebiegała także linia trolejbusowa z Wilczego Kąta do Brochowa.
Po wojnie komunikację tramwajową na Tarnogaju wznowiono w 1948 roku. Ze względu na bliskość gazowni nie lokalizowano w tym osiedlu zabudowy mieszkaniowej, a w latach 70. umiejscowiono ją w sąsiedztwie – w znajdującym się po drugiej stronie ulicy Bardzkiej osiedlu Gaj. Gazownia jest najstarszym, ale nie jedynym funkcjonującym dziś na tym terenie zakładem przemysłowym: znajduje się tu także Mostostal, Hydrobudowa Wrocław, Transbud Wrocław i kilka innych; Tarnogaj pozostaje osiedlem przemysłowym, znajdują się tu także liczne ogródki działkowe. Na obszarze osiedla znajduje się kościół parafialny św. Stefana oraz siedziba Wrocławskiego Koła Towarzystwa Pomocy im. św. Brata Alberta i schronisko dla bezdomnych mężczyzn.
W latach 1970. przebudowano zakończenie linii tramwajowej na Tarnogaju: dotychczasowy trójkąt torowy zastąpiono pętlą otaczającą dwie kamienice.
Historycznie, według mapy M. Grügera z 1911, granica pomiędzy Dürrgoy i Herdain (obecnie Gaj) przebiegała wzdłuż Münsterbergerstraße (dzisiejszej ulicy Ziębickiej), zatem dzisiejszy Tarnogaj sięga nieco dalej na zachód niż wówczas; natomiast na wschodzie, zaliczane niegdyś do wsi Dürrgoy okolice Wansenerstraße (dzisiejszej ulicy Skibińskiego) – niegdyś cmentarze, dziś tereny przemysłowe na zachód od Krakowskiej – obecnie wchodzą w skład osiedla Księże Małe. Częścią współczesnego Tarnogaju jest także dawne Osiedle Henrykowskie.

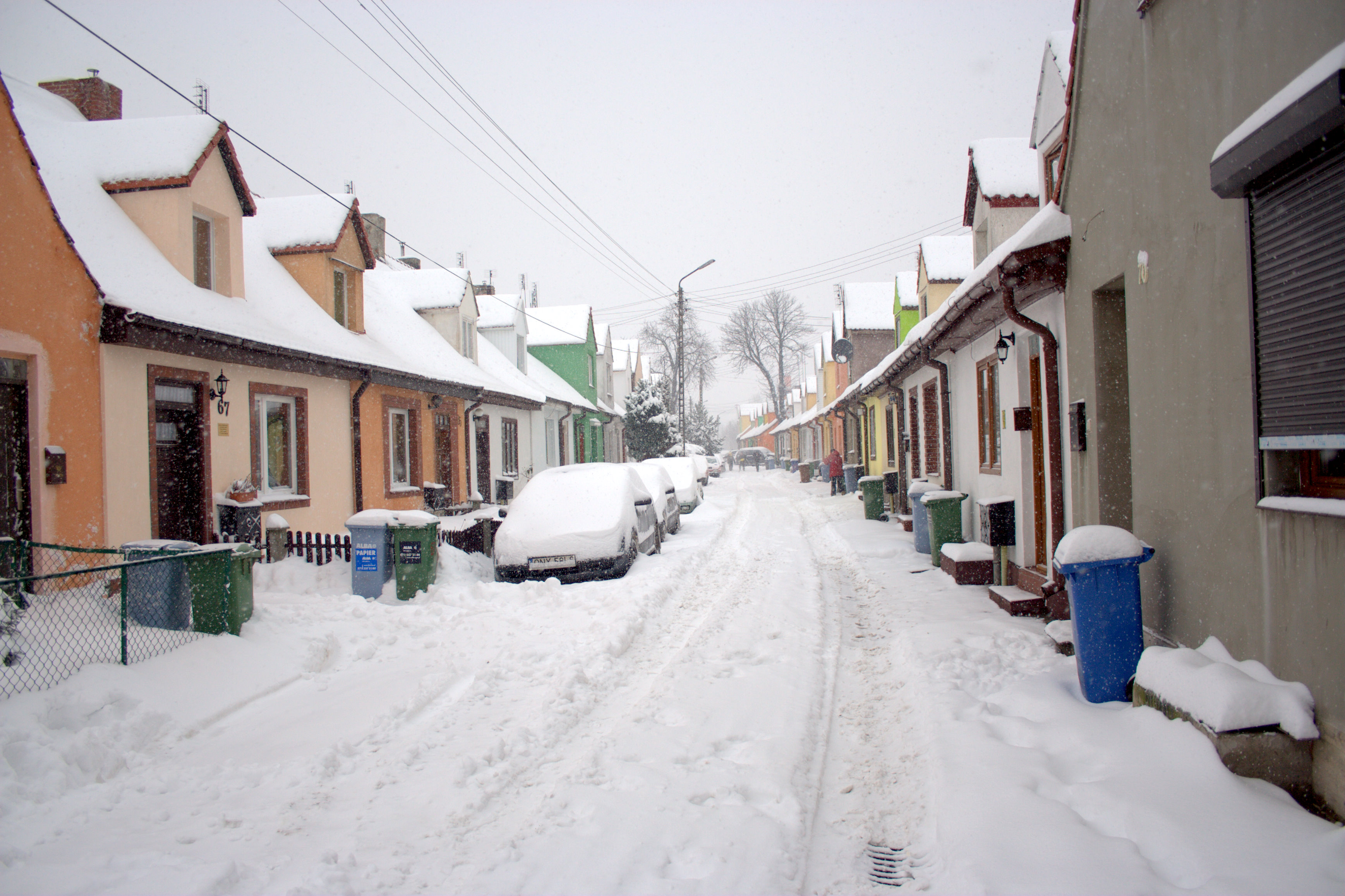
„Wrocławska Złota Uliczka”, czyli osiedle domków przy ul. Kamienieckiej
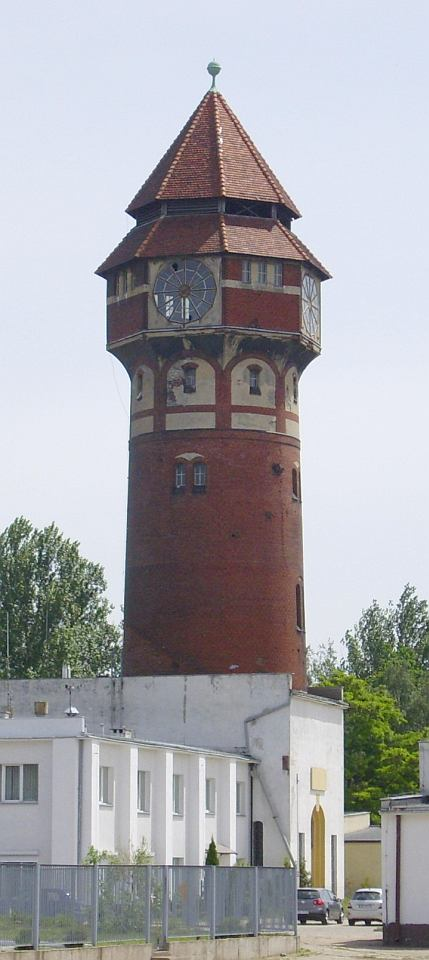
Wieża ciśnień na terenie gazowni
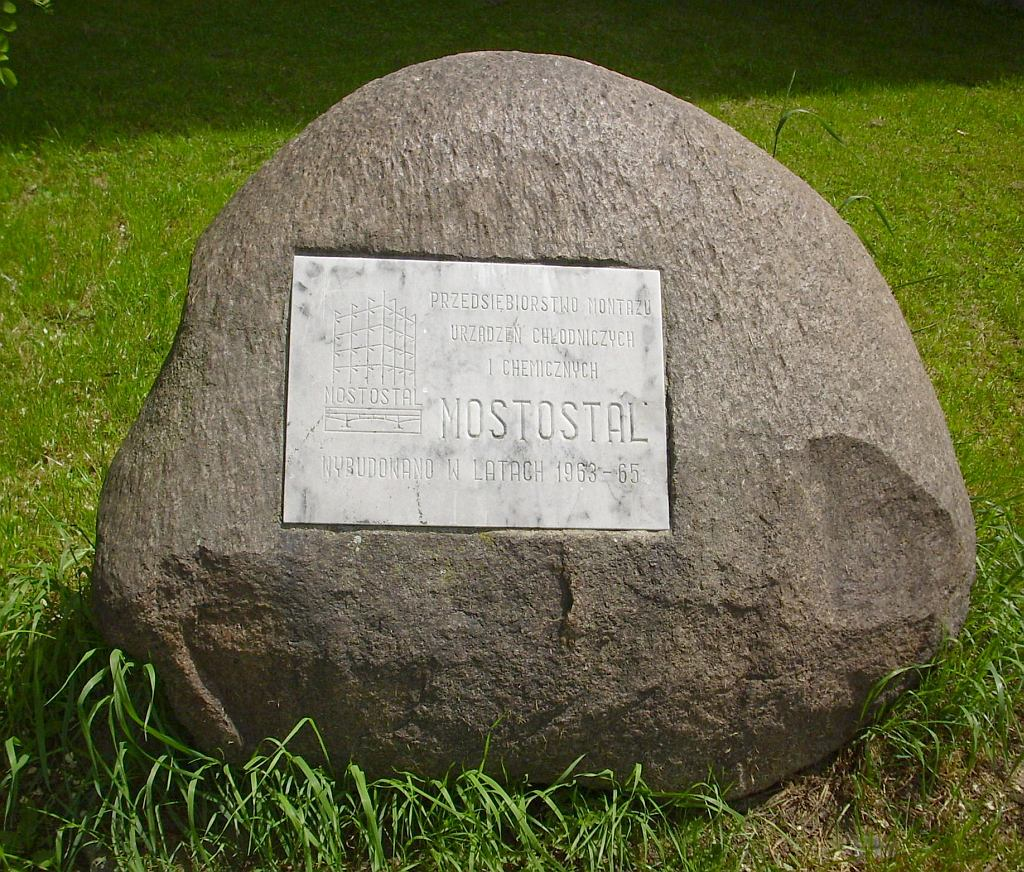
Kamień pamiątkowy przy budynku Mostostalu
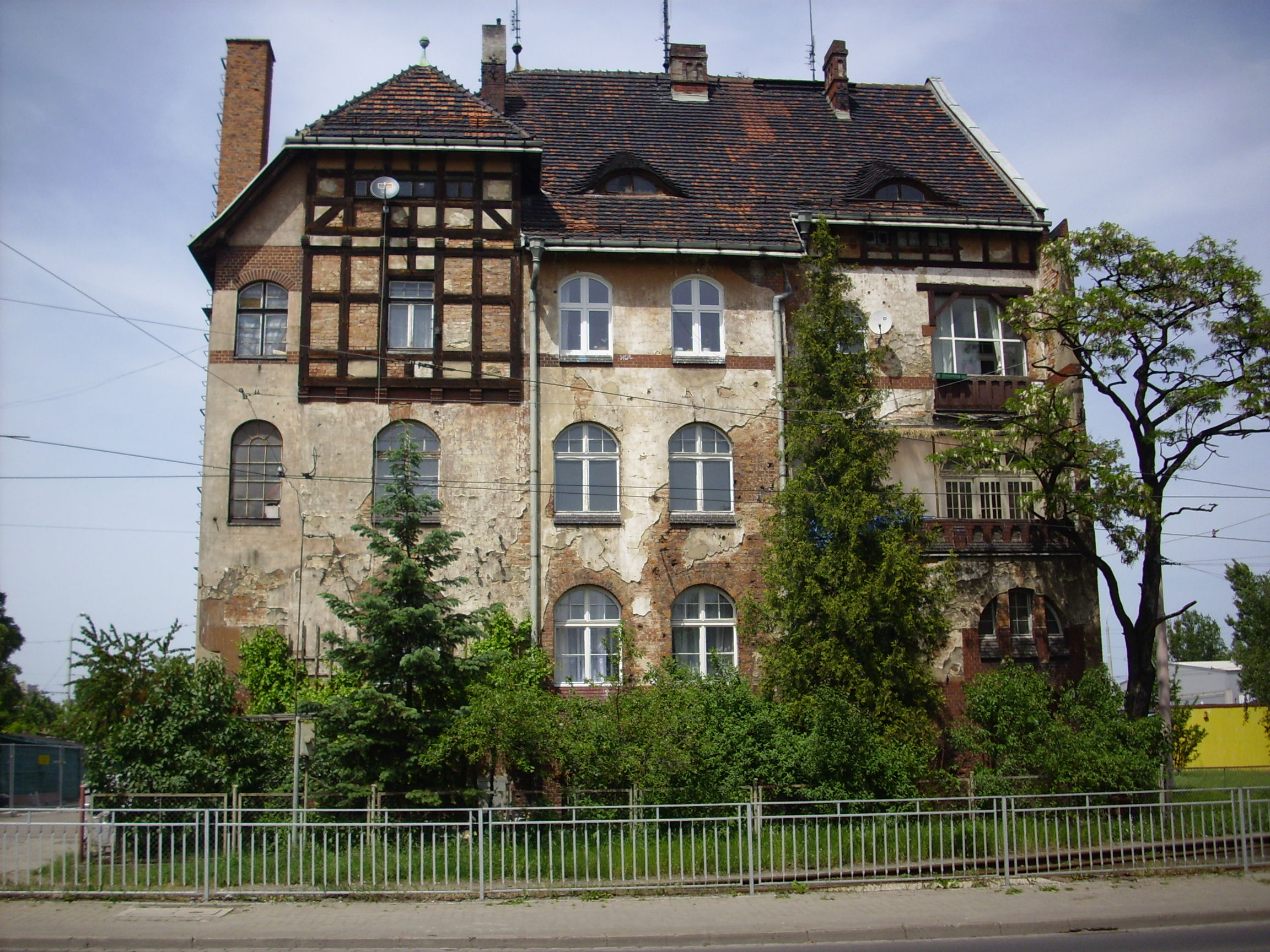
Budynek przy ul. Gazowej, w środku pętli tramwajowej